# Handball-Bundesliga 1976/77
Die Saison 1976/77 der Handball-Bundesliga ist die elfte der zweigleisigen Spielzeiten in ihrer Geschichte.

## Saisonverlauf
20 Mannschaften spielten in zwei Staffeln zu je zehn Mannschaften um die Deutsche Meisterschaft 1977. Dem Spiel um die Meisterschaft war seit der Saison 1969/70 ein Halbfinale vorgeschaltet, für das sich die Tabellenersten und -zweiten der Staffeln Nord und Süd nach dem 18. Spieltag qualifizierten. Die Sieger aus den Halbfinalbegegnungen traten in einem Finale gegeneinander an. Der Gewinner wurde Deutscher Meister 1977. Aufsteiger zur neuen Saison waren die TSG Oßweil, der TuS Eintracht Wiesbaden, der TuS Nettelstedt und der TV Grambke Bremen. Außerdem fand die Ausspielung des DHB-Pokals zum dritten Mal statt.
Deutscher Meister 1977 wurde zum zweiten Mal in der Vereinsgeschichte die Mannschaft von TSV Grün-Weiß Dankersen, die im Finale den Erstplatzierten der Staffel Süd, TV Großwallstadt, besiegte.
Die ersten sechs Mannschaften beider Staffeln qualifizierten sich direkt für die zur Saison 1977/78 eingeführte eingleisige Bundesliga. Im Einzelnen waren dies die Mannschaften der Vereine Frisch Auf Göppingen, OSC 04 Rheinhausen, SG Dietzenbach, THW Kiel, TuS Derschlag 1881, TuS Hofweier, TuS Nettelstedt, TSV Grün-Weiß Dankersen, TSV Milbertshofen, TV Großwallstadt, TV 05/07 Hüttenberg und VfL Gummersbach. Mit zwei weiteren Teams aus den Regionalligen startete diese nun mit 14 Mannschaften.
Aus der Handball-Bundesliga absteigen mussten die Reinickendorfer Füchse, der SC Phönix Essen 1920, die SG Leutershausen, die TSG Oßweil, der TSV 1896 Rintheim, die TuS Eintracht Wiesbaden, die TuS 05 Wellinghofen und der TV Grambke Bremen.
Den zum dritten Mal ausgespielten DHB-Pokal sicherte sich die Mannschaft des VfL Gummersbach.

## Statistiken

### Abschlusstabellen

#### Staffel Nord
| Rang | Verein                  | Sp. | S  | U | N  | Tore    | Diff. | Punkte |
| ---- | ----------------------- | --- | -- | - | -- | ------- | ----- | ------ |
| 01.  | TSV Grün-Weiß Dankersen | 18  | 15 | 0 | 3  | 356:279 | +77   | 30:60  |
| 02.  | OSC 04 Rheinhausen**    | 18  | 14 | 0 | 4  | 318:280 | +38   | 28:80  |
| 03.  | VfL Gummersbach (M)     | 18  | 10 | 1 | 7  | 344:281 | +63   | 21:15  |
| 04.  | TuS Nettelstedt (A)     | 18  | 10 | 1 | 7  | 345:288 | +57   | 21:15  |
| 05.  | TuS Derschlag 1881**    | 18  | 10 | 0 | 8  | 288:270 | +16   | 20:16  |
| 06.  | THW Kiel                | 18  | 8  | 1 | 9  | 275:285 | −10   | 17:19  |
| 07.  | TuS 05 Wellinghofen     | 18  | 7  | 2 | 9  | 255:269 | −14   | 16:20  |
| 08.  | TV Grambke Bremen (A)   | 18  | 7  | 1 | 10 | 298:325 | −27   | 15:21  |
| 09.  | Reinickendorfer Füchse  | 18  | 3  | 0 | 15 | 262:347 | −85   | 06:30  |
| 10.  | SC Phönix Essen 1920    | 18  | 2  | 2 | 14 | 288:405 | −117  | 06:30  |

##### Kreuztabelle
Die Kreuztabelle stellt die Ergebnisse der Spiele der Staffel Nord dieser Saison dar.
Die Heimmannschaft ist in der linken Spalte, die Gastmannschaft in der oberen Zeile aufgelistet.
| Bundesliga 1976/77 Staffel Nord | TSV Grün-Weiß Dankersen | OSC 04 Rheinhausen | VfL Gummersbach | TuS Nettelstedt | TuS Derschlag 1881 | THW Kiel | TuS 05 Wellinghofen | TV Grambke Bremen | Reinickendorfer Füchse | SC Phönix Essen 1920 |
| ------------------------------- | ----------------------- | ------------------ | --------------- | --------------- | ------------------ | -------- | ------------------- | ----------------- | ---------------------- | -------------------- |
| TSV Grün-Weiß Dankersen         |                         | 22:14              | 18:17           | 19:15           | 17:20*             | 20:14    | 13:16               | 20:16             | 19:12                  | 26:15                |
| OSC 04 Rheinhausen              | 20:18                   |                    | 16:14           | 21:13           | 17:23**            | 16:13    | 17:12               | 25:12             | 20:16                  | 24:17                |
| VfL Gummersbach                 | 19:25                   | 14:17              |                 | 20:13           | 20:13              | 20:14    | 22:14               | 22:19             | 29:21                  | 25:25                |
| TuS Nettelstedt                 | 15:16                   | 19:18              | 23:20           |                 | 15:12              | 23:18    | 19:13               | 22:16             | 21:11                  | 31:13                |
| TuS Derschlag 1881              | 17:24                   | 13:15              | 0:0***          | 13:12           |                    | 21:18    | 11:10               | 20:14             | 17:80                  | 22:10                |
| THW Kiel                        | 12:18                   | 15:8               | 14:13           | 19:18           | 16:15              |          | 09:80               | 12:15             | 17:13                  | 17:11                |
| TuS 05 Wellinghofen             | 15:23                   | 12:14              | 10:16           | 18:18           | 16:14              | 15:14    |                     | 21:15             | 12:80                  | 24:17                |
| TV Grambke Bremen               | 14:21                   | 14:18              | 09:23           | 22:21           | 17:12              | 24:17    | 11:11               |                   | 19:13                  | 23:90                |
| Reinickendorfer Füchse          | 13:14                   | 19:21              | 14:24           | 07:24           | 19:17              | 10:19    | 17:14               | 15:19             |                        | 29:21                |
| SC Phönix Essen 1920            | 15:23                   | 14:17              | 16:26           | 12:23           | 22:28              | 17:17    | 11:14               | 23:19             | 20:17                  |                      |
| Stand: 7. Juni 1977             |                         |                    |                 |                 |                    |          |                     |                   |                        |                      |

*0Das Spiel TSV Grün-Weiß Dankersen – TuS Derschlag 1881 (18:17) wurde wiederholt und endete dann 17:20.
**0Das Spiel OSC 04 Rheinhausen – TuS Derschlag 1881 (25:22) wurde wiederholt und endete dann 17:23.
***0Das Spiel TuS Derschlag 1881 – VfL Gummersbach (12:14) wurde annulliert und für Derschlag gewertet.

#### Staffel Süd
| Rang | Verein                      | Sp. | S  | U | N  | Tore    | Diff. | Punkte |
| ---- | --------------------------- | --- | -- | - | -- | ------- | ----- | ------ |
| 01.  | TV Großwallstadt            | 18  | 12 | 3 | 3  | 268:224 | +44   | 27:90  |
| 02.  | TuS Hofweier                | 18  | 12 | 1 | 5  | 293:268 | +25   | 25:11  |
| 03.  | TV 05/07 Hüttenberg         | 18  | 11 | 2 | 5  | 278:246 | +32   | 24:12  |
| 04.  | SG Dietzenbach              | 18  | 9  | 4 | 5  | 278:263 | +15   | 22:14  |
| 05.  | TSV Milbertshofen           | 18  | 9  | 3 | 6  | 241:245 | −4    | 21:15  |
| 06.  | Frisch Auf Göppingen        | 18  | 9  | 0 | 9  | 255:248 | +7    | 18:18  |
| 07.  | TSV 1896 Rintheim           | 18  | 5  | 2 | 11 | 266:267 | −1    | 12:24  |
| 08.  | SG Leutershausen            | 18  | 5  | 2 | 11 | 244:268 | −24   | 12:24  |
| 09.  | TuS Eintracht Wiesbaden (A) | 18  | 3  | 5 | 10 | 254:303 | −49   | 11:25  |
| 10.  | TSG Oßweil (A)              | 18  | 3  | 2 | 13 | 265:310 | −45   | 08:28  |

##### Kreuztabelle
Die Kreuztabelle stellt die Ergebnisse der Spiele der Staffel Süd dieser Saison dar.
Die Heimmannschaft ist in der linken Spalte, die Gastmannschaft in der oberen Zeile aufgelistet.
| Bundesliga 1976/77 Staffel Süd | TV Großwallstadt | TuS Hofweier | TV 05/07 Hüttenberg | SG Dietzenbach | TSV Milbertshofen | Frisch Auf Göppingen | TSV 1896 Rintheim | SG Leutershausen | TuS Eintracht Wiesbaden | TSG Oßweil |
| ------------------------------ | ---------------- | ------------ | ------------------- | -------------- | ----------------- | -------------------- | ----------------- | ---------------- | ----------------------- | ---------- |
| TV Großwallstadt               |                  | 16:10        | 16:13               | 16:10          | 09:80             | 28:17                | 17:12             | 17:15            | 23:16                   | 20:11      |
| TuS Hofweier                   | 19:13            |              | 19:17               | 14:12          | 12:12             | 00:0*                | 16:12             | 17:13            | 18:14                   | 31:24      |
| TV 05/07 Hüttenberg            | 14:14            | 21:17        |                     | 12:12          | 19:11             | 15:13                | 14:11             | 19:15            | 25:16                   | 17:12      |
| SG Dietzenbach                 | 10:10            | 20:15        | 10:70               |                | 15:15             | 20:17                | 13:13             | 18:15            | 19:14                   | 21:18      |
| TSV Milbertshofen              | 11:10            | 15:13        | 15:13               | 21:16          |                   | 11:90                | 9:12              | 12:10            | 15:15                   | 19:20      |
| Frisch Auf Göppingen           | 15:10            | 20:15        | 12:13               | 19:17          | 19:11             |                      | 15:14             | 00:0*            | 16:13                   | 18:12      |
| TSV 1896 Rintheim              | 11:13            | 17:18        | 09:14               | 16:14          | 16:19             | 21:13                |                   | 14:15            | 23:19                   | 20:90      |
| SG Leutershausen               | 11:13            | 11:18        | 15:17               | 16:20          | 14:11             | 16:18                | 18:17             |                  | 22:14                   | 09:90      |
| TuS Eintracht Wiesbaden        | 08:80            | 14:23        | 17:14               | 12:15          | 12:14             | 14:13                | 14:14             | 13:13            |                         | 12:11      |
| TSG Oßweil                     | 13:15            | 17:18        | 12:14               | 13:16          | 11:12             | 18:21                | 17:14             | 21:16            | 17:17                   |            |
| Stand: 26. März 1977           |                  |              |                     |                |                   |                      |                   |                  |                         |            |

*0Die Begegnungen Frisch Auf Göppingen – SG Leutershausen (18:14) und TuS Hofweier –
00Frisch Auf Göppingen (15:15) wurden wegen des Einsatzes nicht spielberechtigter Spieler annulliert
00und jeweils gegen Frisch Auf Göppingen gewertet.
| Legende | |
|         | Teilnehmer an der Endrunde um die deutsche Meisterschaft 1977 sowie direkte Qualifikation für die eingleisige Bundesliga |
|         | Direkte Qualifikation für die eingleisige Bundesliga                                                                     |
|         | Absteiger in die Regionalliga                                                                                            |
| (M)     | Deutscher Handballmeister 1976                                                                                           |
| (P)     | DHB-Pokal-Sieger 1976 |
| (A)     | Aufsteiger aus der Regionalliga                                                                                          |

## Endrunde um die deutsche Meisterschaft

### Halbfinale
Die Tabellenersten und -zweiten der Staffeln Nord und Süd nach dem 18. Spieltag qualifizierten sich für die Endrunde um die deutsche Meisterschaft und traten in vier Halbfinalspielen gegeneinander an.
Ergebnisse der Halbfinalbegegnungen
| Datum         | Team 1                  | Team 2                  | Ergebnis |
| ------------- | ----------------------- | ----------------------- | -------- |
| 16. Apr. 1977 | TuS Hofweier            | TSV Grün-Weiß Dankersen | 15:15    |
| 23. Apr. 1977 | OSC 04 Rheinhausen      | TV Großwallstadt        | 17:15    |
| 30. Apr. 1977 | TSV Grün-Weiß Dankersen | TuS Hofweier            | 20:16    |
| 30. Apr. 1977 | TV Großwallstadt        | OSC 04 Rheinhausen      | 25:16    |

### Finale
Das Spiel um die Deutsche Meisterschaft wurde am 15. Mai 1977 zwischen TSV Grün-Weiß Dankersen und TV Großwallstadt vor etwa 6000 Zuschauern in der Dortmunder Westfalenhalle ausgetragen. Deutscher Handballmeister 1977 wurde zum zweiten Mal in der Vereinsgeschichte die Mannschaft von TSV Grün-Weiß Dankersen, die das Team von TV Großwallstadt mit 21:20 besiegte.
Ergebnis der Finalbegegnung
| Datum        | Team 1                  | Team 2           | Ergebnis |
| ------------ | ----------------------- | ---------------- | -------- |
| 15. Mai 1977 | TSV Grün-Weiß Dankersen | TV Großwallstadt | 21:20    |

#### Meistermannschaft
| 1. | TSV Grün-Weiß Dankersen |
|    | - Mannschaft: Rainer Niemeyer, Martin Birkner, Ólafur H. Jónsson (2), Axel Axelsson (3/2), Hans-Jürgen Grund (3), Gerhard Buddenbohm, Gerd Becker (5), Walter von Oepen (3), Hans Kramer (2), Dieter Waltke (3/3), Bernhard Busch, Gerd Amann, Wilhelm Südmeier - Trainer: Vitomir Arsenijević |

## DHB-Pokal
Den DHB-Pokal 1977 gewann die Mannschaft vom VfL Gummersbach. Sie besiegte im Finalspiel am 10. Juni 1977 den TV 05/07 Hüttenberg in der Dortmunder Westfalenhalle vor etwa 1800 Zuschauern mit 16:14.